# Merton Professorship
Merton Professorship är namnet på en professur vid Oxfords universitet. Det finns två Merton Professorships of English vid universitetet: Merton Professor of English Language and Literature och Merton Professor of English Literature. Den andra tillkom år 1914 när sir Walter Raleighs lärostol bytte namn. Idag är båda professurerna knutna till Merton College, men dame Helen Gardner innehade sin post vid Lady Margaret Hall. Professurerna har innehafts av:

## Merton Professor of English Language and Literature
- 1885–1916: Arthur S. Napier
- 1916–1920: vakant
- 1920–1945: H. C. K. Wyld
- 1945–1959: J. R. R. Tolkien
- 1959–1980: Norman Davis
- 1980–1984: vakant
- 1984–2014: Suzanne Romaine

## Merton Professor of English Literature
- 1904–1922: Walter A. Raleigh
- 1922–1928: George Stuart Gordon
- 1929–1946: David Nichol Smith
- 1947–1957: Frank Percy Wilson
- 1957–1966: Nevill Coghill
- 1966–1975: Helen Gardner
- 1975–2002: John Carey
- 2002–2014: David Norbrook
- 2016– : Lorna Hutson